# Byron Bay

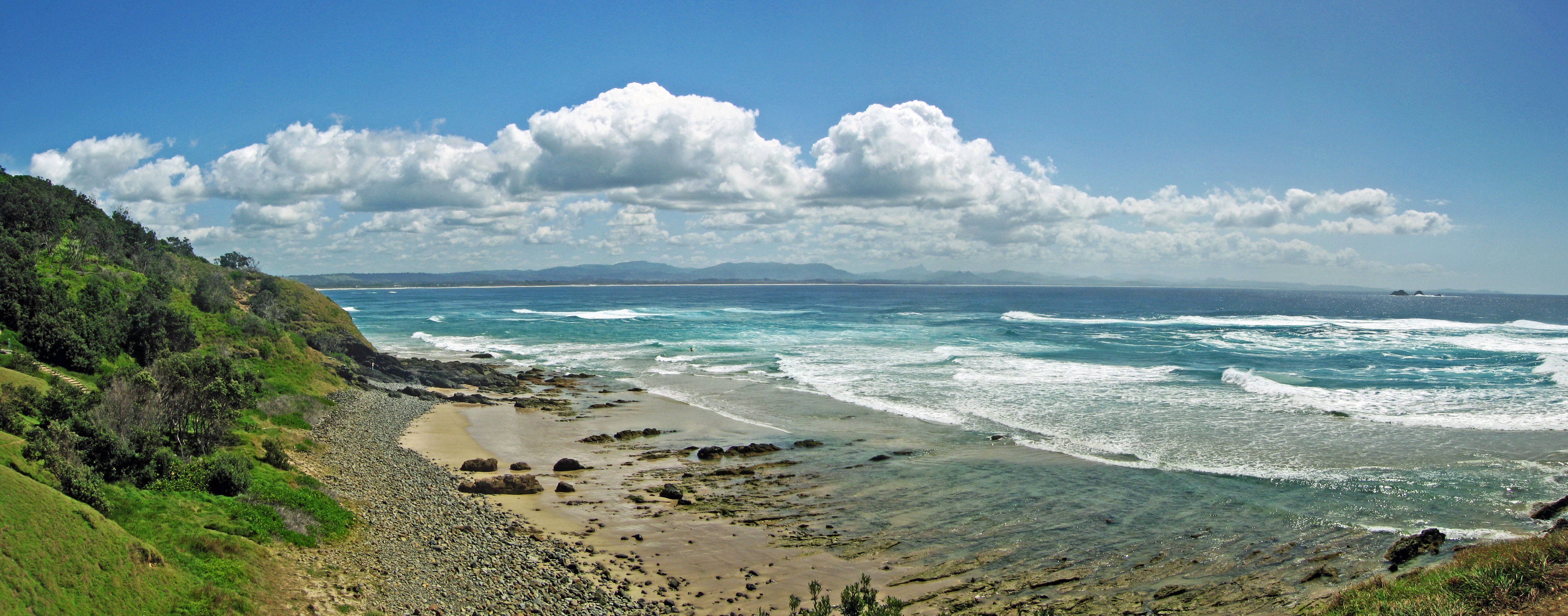
Byron Bay – Strand

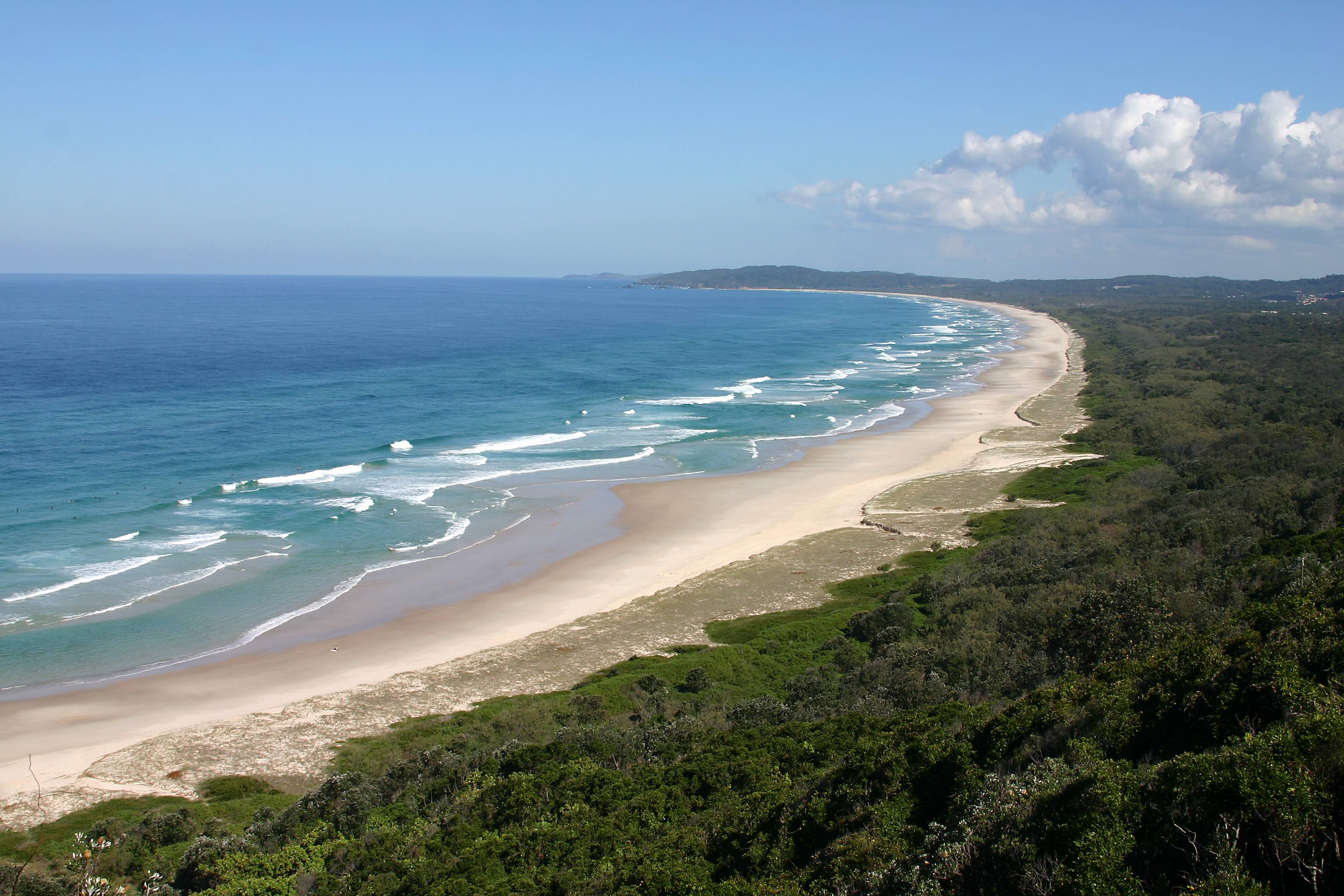
Tallow Beach, Byron Bay

Byron Bay ist ein Badeort mit knapp 10.500 Einwohnern auf einer Landzunge im Nordosten des australischen Bundesstaates New South Wales. Im Verwaltungsbezirk Byron Shire leben etwa 36.000 Menschen (Stand 2021). Die Stadt ist benannt nach John Byron, dem Großvater des Dichters Lord Byron, einem britischen Kapitän und Weltumsegler des 18. Jahrhunderts.

## Lage und Klima
Byron Bay liegt am östlichsten Punkt des australischen Festlandes (Cape Byron), ca. 750 km (Fahrtstrecke) nördlich von Sydney und ungefähr 165 km südlich von Brisbane. Der nächstgelegene Flughafen befindet sich ca. 30 km südlich in Ballina. Das Klima ist warm bis heiß; Regen (ca. 1155 mm/Jahr) fällt überwiegend im australischen Winter.

## Sehenswürdigkeiten
- Die Hauptattraktionen von Byron Bay sind die nahezu menschenleeren Strände, die vom Forbes Travel Guide zum world’s sexiest beach gekürt wurden. Durch die große und lang gezogene offene Bucht gilt Byron Bay als Surferparadies.
- Ein im Jahr 1901 gebauter Leuchtturm, das Cape Byron Light, ist weithin sichtbar.

Umgebung
- Der Ort Nimbin (75 km westlich) gilt als beliebtes Ziel für Backpacker (Rucksacktouristen).

## Whale Watching
Von 1954 bis 1962 wurden in der Bucht von Cape Byron Wale erlegt und am südlichen Rand der Stadt in der nah am Ufer gelegenen Byron Bay Whaling Station verarbeitet. Diese Walfangstation wurde aufgegeben und inzwischen ist Byron Bay auch als Ziel für Whale Watching bekannt, da Cape Byron regelmäßig von Buckelwalen passiert wird.

## Festivals
- Jedes Jahr um Ostern findet seit 1990 das bedeutende Open-Air-Musikfest East Coast Blues & Roots Music Festival statt.
- Im Juli jeden Jahres findet im ca. 25 km nördlich gelegenen Ort Yelgun das Splendour in the Grass-Musikfestival statt.
- Jedes Jahr im Oktober/November findet das seit dem Jahr 2006 bestehende Byron Bay Film Festival statt.
- Zu unterschiedlichen Zeiten findet alljährlich das The Falls Music & Arts Festival statt.

(In den Jahren 2020 und 2021 fielen alle Festivals wegen COVID-19 aus.)

## Persönlichkeiten
Byron Bay ist die Heimat
- der Metalcore-Band Parkway Drive
- der Metalcore-Band In Hearts Wake
- von Hayley Mary und Heather Shannon, Musikerinnen der Indierockband The Jezabels
- der Indiepopband Parcels
- von Pfuri Baldenweg (* 1946), australisch-schweizerischer Musiker und Mundharmonika-Spieler
- von Chris Hemsworth (* 1983), australischer Film- und Fernsehschauspieler
- von Nathan Baggaley (* 1975), Kanute und Drogenschmuggler